# Millotauropus acostae
Millotauropus acostae är en mångfotingart som beskrevs av Ulf Scheller 1997. Millotauropus acostae ingår i släktet Millotauropus, och familjen Millotauropodidae. Inga underarter finns listade i Catalogue of Life.